# 워가루몬
워가루루몬(WERE GARURUMON)은 디지몬 시리즈에서 등장하는 가공의 캐릭터(몬스터)이다. 필살기는 카이저 네일이다.

## 같이 보기
- 디지몬 어드벤쳐
- 디지몬 어드벤처 02

## 진화과정
진화：푸니몬→뿔몬→가부몬→가루루몬→워가루루몬→메탈가루루몬